# Drevenik
Drevenik este o localitate din comuna Rogaška Slatina, Slovenia, cu o populație de 67 de locuitori.